# Le Sourd
Le Sourd település Franciaországban, Aisne megyében. Lakosainak száma 166 fő (2022. január 1.). Le Sourd Colonfay, Lemé, Proisy, Romery, La Vallée-au-Blé és Wiège-Faty községekkel határos.

## Népesség
A település népességének változása:
| Lakosok száma | 240  | 172  | 161  | 161  | 167  | 165  | 168  | 171  | 173  | 166  |
|               | 1968 | 1982 | 1990 | 2006 | 2013 | 2015 | 2017 | 2019 | 2020 | 2022 |